# Мангаймський університет
Мангаймський університет (нім. Universität Mannheim) — державний університет, що спеціалізується на соціально-економічних дисциплінах. Університет займає провідні позиції в підготовці фахівців з економіки, фінансів і бізнесу, очолює міжнародні рейтинги, як найкраща освітня і наукова установа Німеччини в цих напрямках. Головний кампус розташований у Мангаймі, (Баден-Вюртемберг, Німеччина). В університеті здобувають освіту понад 11 000 студентів, з яких близько 17 % іноземці. Навчання проводиться німецькою та/або англійською мовами.

## Історія
Університет був заснований 1967 року на основі Палатинської академії наук Мангайма, яка в свою чергу була заснована 1763 року. Головний кампус навчального закладу розташований у центрі Мангайма, у Мангаймському палаці, збудованому 1760 року.
2005 року в рамках університету була відкрита бізнес-школа Mannheim Business School, яка пропонує можливість навчання за різними програмами з фінансів і менеджменту. Програма «Master in Management» (MiM) займає 14 місце за якістю підготовки серед усіх подібних програм у світі.

## Структура
В університеті здійснюється навчання за рівнями бакалавра і магістра за програмами бізнес-адміністрування, економіки, права, соціальних і гуманітарних наук, математики, комп'ютерної науки та інформаційних технологій.
Мангаймський університет відрізняється від інших університетів тим, що поділяється не на факультети, а на школи.
Школи університету:
- Школа соціальних наук;
- Школа бізнесу;
- Школа економіки і права;
- Школа гуманітарних наук;
- Школа математики і комп'ютерних наук.